# Уэйн (Нью-Джерси)
Уэйн (англ.  Wayne) — тауншип в округе Пассейик в штате Нью-Джерси США.

## Описание
Находится в северном Нью-Джерси, в 6 милях (10 км) к западу от Патерсона, штат Нью-Джерси. Место, впервые заселённое в 1695 году, изначально было частью тауншипа Нью-Барбадос в округе Эссекс, который позже был включен в округ Берген. Во время Американской революции особняк Теуниса Дея (1740-е годы) в Уэйне служил штаб-квартирой генерала Джорджа Вашингтона в 1780 году. После войны район Уэйна был выделен в тауншип Садл-Ривер и в 1837 году стал тауншипом Манчестер. В 1847 году нынешний тауншип был инкорпорирован и назван в честь генерал-майора Энтони Уэйна. В основном жилой с лёгкой промышленностью (особенно фармацевтикой и машиностроением), он является резиденцией Университета Уильяма Патерсона в Нью-Джерси (1855 г.). Население в 2000 году — 54 069 жителей, в 2010 году — 54 717 жителей.

## Население
| 2010   | 2020    |
| ------ | ------- |
| 54 717 | ↗54 838 |